# 726 TCN
726 TCN là một năm trong lịch La Mã.